# Liebe für Erwachsene
Liebe für Erwachsene (Originaltitel: Kærlighed for voksne) ist ein dänischer Thriller aus dem Jahr 2022. Regie führte Barbara Topsøe-Rothenborg. Die Romanvorlage Kærlighed for voksne (2017) stammt von Anna Ekberg, die auch am Drehbuch mitgearbeitet hat.

## Handlung
Der Film erzählt das Ehedrama des wohlhabenden Paares Christian und Leonora. Die Affäre des Bauunternehmers Christian mit der jüngeren Architektin Xenia löst dabei eine tödliche Kettenreaktion aus.

## Besetzung
Das Paar wird gespielt von Dar Salim (Borgen, Game of Thrones, Tatort) und Sonja Richter (Für immer und ewig). Als Ermittler ist Mikael Birkkjær (Borgen, Kommissarin Lund) zu sehen sowie in einer Nebenrolle unter anderem Lars Ranthe (Adams Äpfel, Krieger, Der Kastanienmann).

## Kritiken
Oliver Armknecht schreibt auf film-rezensionen.de: „Vor allem in der zweiten Hälfte kommt es zu ein paar schön fiesen Wendungen. Und auch schauspielerisch macht der Thriller einiges an Boden gut. Sonja Richter (Deutschstunde) ist als herrschsüchtige und besitzergreifende Ehefrau so unheimlich, dass vieles von dem Drumherum keine wirkliche Rolle mehr spielt. Das erhoffte nordische Highlight mag Liebe für Erwachsene damit nicht geworden sein. Es reicht aber für einen netten Videoabend.“
Auf berlingske.dk schreibt Ann Lind Andersen: „Der neue dänische Netflix-Film ist ein cleverer Thriller, aber er ist völlig unglaubwürdig.“

## Produktion
Ein Teil der Aufnahmen im Mai und Juni 2021 entstand auf der Insel Fünen, so ist mehrfach die Lillebæltsbroen, die Brücke über den Kleinen Belt zwischen Jütland und Fünen, zu sehen.
Liebe für Erwachsene hatte ursprünglich die erste dänische Spielfilm-Produktion für den Streamingdienst Netflix sein sollen, wurde aber im Mai 2022 von dem eigentlich für das Kino vorgesehenen Drama Toscana überholt und war selbst erst ab August 2022 zu sehen.